# Aprusia veddah
Espèce
Aprusia veddah est une espèce d'araignées aranéomorphes de la famille des Oonopidae.

## Distribution
Cette espèce est endémique du Sri Lanka.

## Description
La femelle holotype mesure 1,83 mm.

## Étymologie
Son nom d'espèce lui a été donné en référence au peuple Vedda.

## Publication originale
- Grismado, Deeleman & Baehr, 2011 : The goblin spider genus Aprusia Simon, 1893 (Araneae: Oonopidae). American Museum Novitates, no 3706, p. 1-21 (texte intégral).